# Drabble
Um drabble é uma obra de ficção extremamente curta com exatamente 100 palavras de comprimento, não necessariamente incluindo o título. O objetivo do drabble é a brevidade, testando a capacidade do autor em expressar ideias interessantes e significativas em um espaço extremamente restrito.

## Origem
O conceito é dito ter se originado no fandom de ficção científica no Reino Unido, na década de 1980, o formato de 100 palavras foi criado pela SF Society da Universidade de Birmingham, que se apropriou do termo do livro de 1971 do Monty Python, o Monty Python's Big Red Book.No livro, "Drabble" foi descrito como um jogo de palavras em que o primeiro participante que escreve um conto é o vencedor. A fim de tornar o jogo possível no mundo real, foi acordado que 100 palavras seria suficiente.
Escritores de ficção científica publicados que têm escritos drabbles incluem Brian Aldiss e Gene Wolfe (ambos contribuíram para "O Projeto Drabble")  e Lois McMaster Bujold (cujo conto Cryoburn termina com uma sequência de cinco drabbles, cada uma contado do ponto de vista de um personagem diferente).

## 55 Fiction
Um exemplo é drabble é a  55 Fiction, uma forma de "microficção" que se refere às obras de ficção que são ou limitados a um máximo de cinqüenta e cinco palavras ou têm uma exigência de exatamente 55 palavras. A origem do 55 Fiction pode ser atribuída a um concurso de escritas de pequenas histórias organizado pela New Times, um semanário alternativo independente em San Luis Obispo, Califórnia, em 1987. A ideia foi proposta pelo fundador e publicador da New Times, Steve Moss.

### Critérios
A obra literária será considerado 55 Fiction se tiver:
1. 55 palavras ou menos. No entanto, alguns editores realmente necessitam de exatamente 55 palavras, nem mais nem menos.
2. Um cenário.
3. Um ou mais personagens.
4. Alguns conflitos.
5. A resolução. (Não se limitando a moral da história)
6. O título da história não é parte da contagem das palavras, mas não pode ser superior a sete palavras.